# Брансфілд
Протока Брансфілд (63° пд. ш 59° зх. д., аргентинська назва протоки Mar de la Flota) шириною близько 100 км (60 миль) і довжиною 300 км (200 миль), спрямована переважно в північно-західному напрямку між Південними Шетландськими островами та Антарктичним півостровом. Вона була названа в 1825 році Джеймсом Ведделлом, капітаном Королівського флоту, на честь Едварда Брансфілда, також капітана Королівського флоту, що досліджував Південні Шетландські острови в 1820 році.
Підводний жолоб, що йде під протокою, відомий як жолоб Брансфілд (61° 30' пд. ш. 54° 0' зх. д.). Жолоб 400 км завдовжки і до 2 км глибиною проходить між грядою Південних Шетландських островів і Антарктичним півостровом. Він є результатом рифтогенезу, який розпочався близько 4 мільйонів років тому. Сучасний ріфтогенез — причина недавніх землетрусів і вулканізму вздовж протоки Брансфілд. Дном протоки проходить ланцюг підводних гір вулканічного походження; серед них, зокрема, нині неактивна підводна гора Орка.
23 листопада 2007 року в протоці Брансфілд корабель «Експлорер» зіткнувся з айсбергом і затонув. Усі 154 пасажири були врятовані. Про потерпілих не повідомлялося.